# Leandro Romagnoli
Leandro Atilio Romagnoli (* 17. März 1981 in Buenos Aires) ist ein ehemaliger argentinischer Fußballspieler. Er gewann im Jahr 2014 mit CA San Lorenzo de Almagro die Copa Libertadores.

## Stationen
Zwischen 1998 und 2005 spielte Romagnoli in Argentinien bei San Lorenzo, 2005 wechselte er zum mexikanischen Club CD Veracruz. Seit 2009 spielt er im Mittelfeld bei CA San Lorenzo de Almagro. Im Jahr 2018 beendete er seine Laufbahn. 
Romagnoli spielte 2001 für die argentinische U-20-Nationalmannschaft, mit der er den Weltmeistertitel 2001 gewinnen konnte.

## Erfolge und Titel

### Vereinserfolge
- 2001: Meisterschaft in der Primera División mit San Lorenzo
- 2001: Gewinn der Copa Mercosur mit San Lorenzo
- 2002: Gewinn der Copa Sudamericana mit San Lorenzo
- 2014: Gewinn der Copa Libertadores mit San Lorenzo

### Internationale Erfolge
- 2001: Gewinn der Junioren-Fußballweltmeisterschaft 2001